# Церковь Петра и Павла (Лыткарино)
Церковь Петра и Павла (Петропавловская церковь в Петровском) — православный храм в городе Лыткарино Московской области, на территории усадьбы Петровское. Относится к Люберецкому благочинию Подольской епархии Русской православной церкви.
Памятник архитектуры федерального значения.

## История
Храм Петра и Павла в усадьбе Петровское был возведён в 1805 году на средства горнозаводчика Григория Александровича Демидова, владельца на то время усадьбы в селе Петровском. Освятил церковь 5 июня 1805 году преосвященый Августин, епископ Дмитровский. Существующую рядом одноимённую шатровую церковь переосвятили в честь Николая Чудотворца Мирликийского.

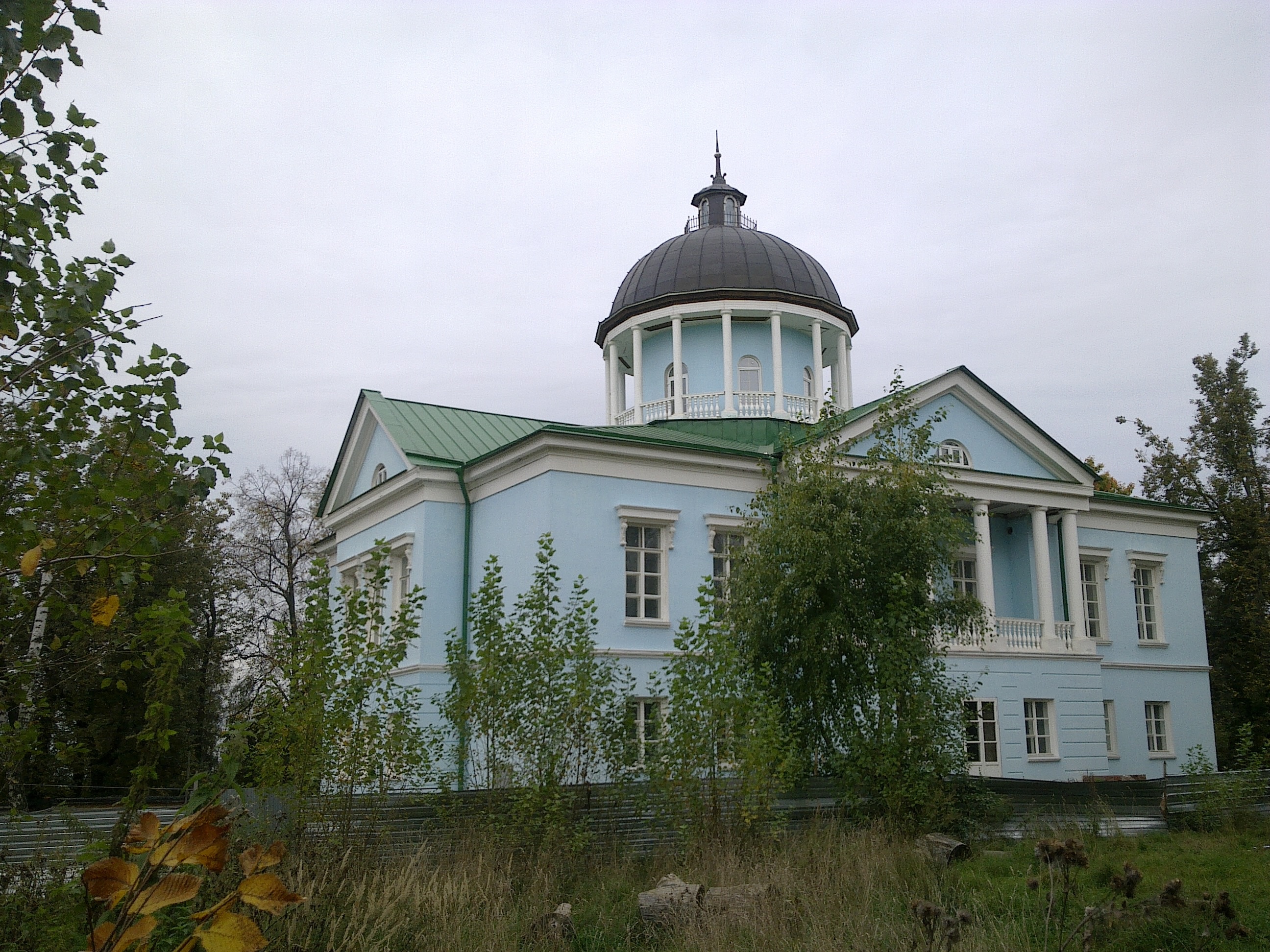
Усадьба Петровское

Здание кирпичной церкви было оштукатурено, двусветная его ротонда перекрыта сферическим куполом, увенчанным небольшой главой на барабане. К основному объёму храма примыкала апсида, трапезная и трехъярусная колокольня. Новый Петропавловский храм не имел печного отопления, поэтому работал только в тёплое время года. Предположительно, храм пострадал от французской армии во время Отечественной войны 1812 года, так как в нём отсутствуют метрические книги за 1812 год.
С 1857 года владелицей усадьбы Петровское стала княгиня Елизавета Николаевна Чернышева, жена русского государственного деятеля светлейшего князя Александра Ивановича Чернышева. Она обустроила в подклете храма усыпальницу для своего мужа, которая стала впоследствии фамильным склепом.
Пережив Октябрьскую революцию, во времена советского гонения на церковь, в конце 1930-х годов, храм был закрыт. Последним его настоятелем был иеромонах Гавриил Гур. В сентябре 1937 года он был арестован по ложному обвинению за контрреволюционную агитацию и расстрелян 19 ноября 1937 года. После этого церковь была закрыта и разорена, но здание уцелело. В разное время в ней находились столовая, магазин, картонажная мастерская.
В 1990 году храм был передан Русской православной церкви. Первый молебен в ещё разрушенной церкви состоялся 21 ноября 1990 года. Началось её восстановление. Реставрацией храма в 2000-х годах руководил Ивлиев Андрей Аркадьевич. В январе 2003 года был отлит и поднят на колокольню 200-килограммовый колокол. Первый молебен внутри восстанавливающегося храма был совершён 19 декабря 2006 года. Весной 2007 года на здании церкви установили новые главки и кресты. Освящение возрождённого храма состоялось в 2010 году митрополитом Крутицким и Коломенским Ювеналием.
Настоятелем церкви Петра и Павла в 2017 году был назначен священник Сергий Павлович Жигало.